# Warhammer 40,000: Carnage
Warhammer 40,000: Carnage (укр. Warhammer 40,000: Побоїще) — відеогра для платформ iOS і Android, сайд-скролер за мотивами Warhammer 40,000. Розроблена і випущена Roadhouse Games Ltd. Гра вийшла 8 травня для iOS і 17 червня на Android. В 2016 році вийшла версія для ПК під назвою Warhammer 40,000: Carnage Champions.
Гравець бере на себе роль Космодесантника, посланого на планету Мітра дізнатися, чому з неї надійшов сигнал лиха, і відвоювати її в орд космічних орків.

## Ігровий процес

Космодесантник і його дрон в бою з орками

Герой гравця переміщується рівнями зліва направо, знищуючи на шляху ворогів та уникаючи пасток. Він може як стріляти так і атакувати в ближньому бою, а також ставати в захисну стійку, підстрибувати, а за наявності реактивного ранця — падати на ворогів з повітря. Що успішніше гравець бореться, тим більше заробляє очок. Після проходження рівня дається відповідна кількості очок нагорода у внутрішньоігровій валюті та зірки і змога переграти рівень у кооперативі з друзями. Після бою також видається скриня, в якій лежить випадкова екіпіровка, котру потім слід купити. Зібравши певну кількість зірок, можна відкрити нову місцевість, нові рівні складності, персонажа чи цінну скриню. Кожен рівень має три режими: Залізний Череп, Імператорські Лаври, Термінаторський Хрест. Перший є стандартним. Другий і третій зазвичай мають модифікатори геймплею. Наприклад, заборону на стрілянину, метеоритний дощ або збільшене здоров'я ворогів. Кожен рівень має ступені складності від 100 до 800 %. За проходження на вищій складності дається більша нагорода.
Гра має три внутрішньоігрових валюти: срібло, золото і кривава руда. Їх можна одержати як в самій грі, так і шляхом донату. Срібло отримується як винагорода за бої та від продажу непотрібної екіпіровки; золото — за досягнення в сюжеті та зборі зірок, або за реальні гроші, також воно може заміняти срібло; руда — за участь у кооперативних місіях, дозволяє купляти скрині з особливою екіпіровкою.
Персонаж має характеристики: здоров'я, броня, силу стрілецької зброї та силу холодної зброї. Часто спорядження впливає одразу на кілька характеристик, інколи даючи бонуси до одної і штрафи до іншої, що спонукає ретельно обдумувати вибір. Гравець може давати своєму персонажу нову зброю, обладунки і спорядження, а також вдосконалювати наявні. Окрім того Космодесантник отримує досвід і розвиває свої здібності за рівнями. Максимальним є 40-й рівень.
Наразі доступні п'ятеро персонажів: Ультрамарин, Кривавий Янгол, Темний Янгол, Космічний Вовк і Саламандра. Шлях кожного з них поверхнею Мітри відрізняється. Космодесантник може нести гранати (автоматично вражають найближчих ворогів), аптечки (швидко лікують героя) і піали люті (тимчасово збільшують його силу). Всі ці предмети можна як купити так і знайти на рівнях. У версії 1.4 додалися дрони підтримки, що допомагають в бою або лікують Космодесантника. Дрони відновлюються після знищення, проте це потребує певного часу.
В спеціальному «Кодексі» міститься інформація про ворогів, озброєння та історію планети Мітра.

## Сюжет
Гра не має цілісного сюжету. Фабула подається при кожному запуску гри: на планету Мітра був здійснений напад, астропати послали звідти телепатичний сигнал лиха і його почули Космодесантники, які прибули на Мітру дізнатися в чому справа. Обраному героєві доводиться боротися з усе більшими силами орків, які висадилися на планеті.
Впродовж проходження гри даються текстові повідомлення про завдання і результати дій гравця. Наприклад, що губернатор планети тепер в безпеці і дає за це нагороду. Подорож починається в пустирях навколо столиці, герой просувається до брами, щоб зустрітися з планетарним губернатором, але вона виявляється закритою. Він звертає до столиці Вертхенду, минає спустошені райони військ планетарної оборони, заводи, і убезпечує палац губернатора від орків. Після цього Космодесантник вирушає до засніженого узбережжя, звідки було послано сигнал, щоб остаточно викорінити варварів.

## Оцінки і відгуки
| Агрегатор  | Оцінка                                |
| ---------- | ------------------------------------- |
| Metacritic | 75% (based on 8 reviews, iOS/Android) |

Після виходу на iOS в травні 2014 року, гра отримала загалом схвальні відгуки. Чимало критиків назвали її обов'язковою для придбання фанатами Warhammer 40,000 і гідною грою загалом. Особливо візначалася система отримання зброї та обладунків. Основними недоліками називалися повторюваність ігрового процесу та наявність внутрішньоігрових покупок.

## Carnage Champions
Warhammer 40,000: Carnage Champions — це версія для Microsoft Windows, випущена в Steam 11 квітня 2016 року. Має ті ж основи ігрового процесу, але керування та інтерфейс, адаптовані для ПК. Впродовж проходження рівнів у Carnage Champions відкриваються нові персонажі та спорядження і озброєння, в тому числі відсутня в мобільній грі Сестра Битви. Було введено «лічильник побоїща», який має вигляд шкали, що заповнюється при успішних атаках і дає посилення персонажа. На відміну від Carnage, ця гра отримала здебільшого негативні відгуки критиків і гравців.